# Едмонд (Оклахома)
Едмонт (англ. Edmond) — місто (англ. city) в США, в окрузі Оклахома штату Оклахома. Населення — 94 428 осіб (2020), що робить його шостим за величиною містом у штаті.
Едмонд примикає до північної межі Оклахома-Сіті, з центром якого його пов'язують дві магістралі: автомагістраль 77 і магістраль 35.

## Географія
Едмонт розташований за координатами 35°40′26″ пн. ш. 97°24′47″ зх. д. / 35.67389° пн. ш. 97.41306° зх. д. (35.673807, -97.413076). За даними Бюро перепису населення США в 2010 році місто мало площу 227,55 км², з яких 219,36 км² — суходіл та 8,19 км² — водойми.

## Демографія
Згідно з переписом 2010 року, у місті мешкало 81 405 осіб у 31 475 домогосподарствах у складі 21 782 родин. Густота населення становила 358 осіб/км². Було 33178 помешкань (146/км²).
Расовий склад населення:
| - 82,6 % — білих - 5,5 % — чорних або афроамериканців - 3,2 % — азіатів - 2,6 % — корінних американців - 0,1 % — вихідців з тихоокеанських островів - 1,8 % — осіб інших рас |

До двох чи більше рас належало 4,2 %. Частка іспаномовних становила 5,1 % від усіх жителів.
За віковим діапазоном населення розподілялося таким чином: 24,8 % — особи молодші 18 років, 64,1 % — особи у віці 18—64 років, 11,1 % — особи у віці 65 років та старші. Медіана віку мешканця становила 34,8 року. На 100 осіб жіночої статі у місті припадало 93,7 чоловіків; на 100 жінок у віці від 18 років та старших — 90,6 чоловіків також старших 18 років.
Середній дохід на одне домашнє господарство становив 103 326 доларів США (медіана — 71 974), а середній дохід на одну сім'ю — 124 561 долар (медіана — 90 673). Медіана доходів становила 63 671 долар для чоловіків та 41 499 доларів для жінок. За межею бідності перебувало 10,1 % осіб, у тому числі 10,6 % дітей у віці до 18 років та 5,3 % осіб у віці 65 років та старших.
Цивільне працевлаштоване населення становило 44 016 осіб. Основні галузі зайнятості: освіта, охорона здоров'я та соціальна допомога — 25,2 %, роздрібна торгівля — 10,6 %, мистецтво, розваги та відпочинок — 10,6 %.